# Jacobus Hendrik de Goede

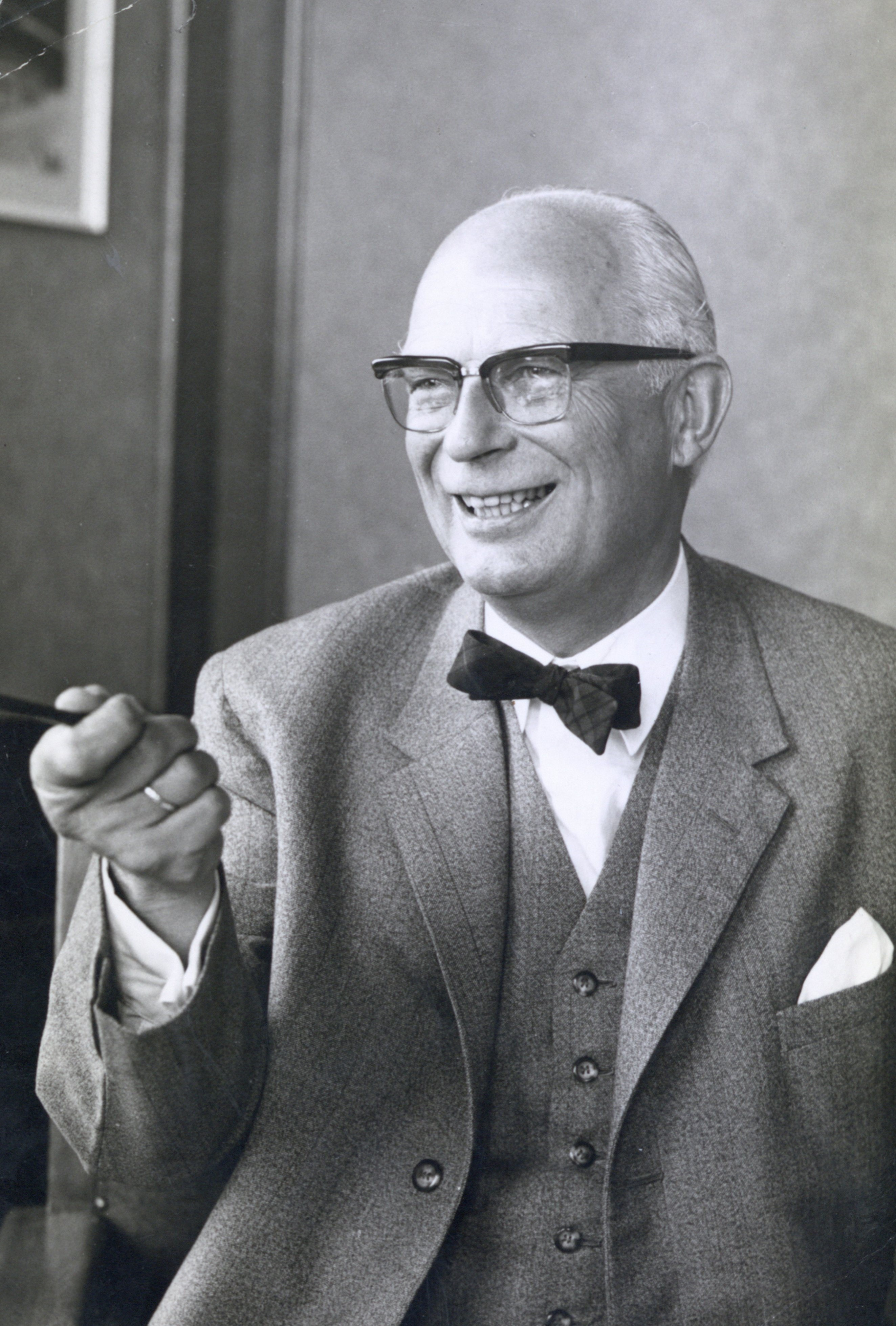
Burgemeester de Goede als burgemeester in Hoogeveen

Jacobus Hendrik de Goede (Arnhem, 30 augustus 1908 – Harderwijk, 13 maart 1996) was een Nederlands politicus van de ARP.
Hij werd geboren als zoon van Jacobus Hendrik de Goede (1872-1961) en Christina Helena Meeder (1882-1925). Zijn vader heeft in de functie van hoofdcommies gewerkt bij de provincie Gelderland en zelf had J.H. de Goede jr. ook een ambtelijke loopbaan. Zo was hij eerst korte tijd werkzaam bij de Gelderse Provinciale Waterstaat en werd hij in 1929 bij de gemeentesecretarie in Dieren (gemeente Rheden) bevorderd van schrijver tot klerk 2e klasse. Rond 1933 volgde promotie tot klerk 1e klasse en later werd hij bij de gemeente Rheden adjunct-commies. Midden 1941 ging hij in Den Haag bij het ministerie van Binnenlandse Zaken werken als adjunct-inspecteur der bevolkingsregisters. In mei 1943 volgde promotie tot inspecteur maar later dat jaar nam hij ontslag. In juni 1947 werd De Goede de burgemeester van Gramsbergen en vanaf mei 1958 was hij de burgemeester van de aangrenzende gemeente Hardenberg. In mei 1964 volgde zijn benoeming tot burgemeester van Hoogeveen. In  september 1973 ging De Goede daar met pensioen en in 1996 overleed hij op 87-jarige leeftijd.